# Тюремна ієрархія в пострадянських країнах
Тюремна ієрархія — це неформальна система відносин між ув'язненими, яка регулює їхній статус, права та обов'язки в місцях позбавлення волі. Певна група (каста) в такій ієрархії на тюремному жаргоні називається «масть». Виникнення тюремної ієрархії пов'язують з вираженням індивідуальності ув'язнених, їх бажанням самостійно організовувати свої соціальні взаємодії навіть при умові жорстокого контролю і обмежень.
Як правило, державна політика передбачає заходи для очищення пенітенціарних закладів від кастових систем. Зокрема, шляхом відмови від виправних установ табірного типу на користь спроєктованих за камерним принципом, що призводить до скорочення кількості спільних просторів, які сприяють зміцненню тюремної субкультури.
Проблема існування тюремної ієрархії в Україні неодноразово відзначалась експертами та правозахисними організаціями.

## Тюремні касти
На пострадянському просторі виділяють чотири основні категорії (касти, «масті») засуджених: «блатні» (чорні), «мужики» (сірі), «козли» (червоні) та «опущені» (голубі).

### Блатні
«Блатні» («авторитети», «еліта», «чорні», самі себе називають «правильні», «арештанти», «бродяги», «босота», «босяки») — представники верхніх щабелів ієрархічної драбини тюремного співтовариства. Як правило, є закоренілими злочинцями з численними судимостями. До їхніх функцій входить підтримка та тлумачення неформального кодексу ув'язнених та вирішення конфліктів. Неформальний кодекс поведінки не дозволяє їм виконувати будь-яку роботу або співпрацювати з тюремним персоналом.

### Мужики
«Мужики» («пацани», «хлопці», «сірі») — преставники найчисленнішої тюремної групи, які приймають правила неформального кодексу поведінки, при цьому утримуючись від співпраці з тюремною адміністрацією. Не претендують на жодну владу, не втручаються у розбірки, можуть працювати практично на будь-яких роботах.
У колоніях для неповнолітніх статус «пацана» наближений до статусу «мужика», проте у звичайних колоніях «пацани» (засуджені молодіжного віку) відносяться до категорії наближених до блатних. Вони виконують злодійські закони і є кандидатами у «бродяги», «арештанти» тощо.

### Козли
«Козли» («колаборанти», «червоні») — представники напівпривілейованого класу, які співпрацюють з тюремним персоналом для забезпечення порядку або виконання адміністративних завдань, таких як управління або розподіл постачання.

### Опущені
«Опущені» («півні», «недоторканні», «ображені», «принижені», «ізгої», «голубі») — представники найнижчої категорії, яким призначають роботу, що вважається непридатною для інших ув'язнених через її «брудну» природу — прибирання вигрібних ям, туалетів, душових, лазень або прогулянкових дворів. Переведення в «опущені» в більшості випадків проводиться за порушення тюремного закону. Перелік дій, які можуть призвести до «пониження в статусі» включає: крадіжку в інших ув’язнених, неповернення боргу, роль інформатора або «стукача», неохайний або негігієнічний зовнішній вигляд, випадковий дотик до іншого «опущеного» або його майна, ув'язнення за статеві злочини та злочини проти дітей, а також визнання того, що коли-небудь займалися анальним або оральним сексом (за згодою або примусово). Досить часто пониження відбувається шляхом вчинення насильницького статевого акту (особливо це поширено серед неповнолітніх).

## Зміна статусу
Підвищення статусу, тобто, перехід з однієї масті до іншої, вище в ієрархії, достатньо рідкісне явище, а для деяких категорій («опущені», «козли») взагалі неможливе. У той же час пониження статусу — явище доволі звичне. Пониження відбувається переважно через порушення ув'язненим якихось норм і правил злодійських або тюремних законів.